# چمبور
چمبور (به انگلیسی: Chembur) یک منطقهٔ مسکونی در هند است که در بمبئی واقع شده‌است.